# Каспиль
Каспиль — деревня в Тюкалинском районе Омской области. Входит в состав Малиновского сельского поселения.

## История
Основана в 1841 году. В 1928 году состояла из 104 хозяйств, основное население — русские. В административном отношении деревня являлась центром Каспильского сельсовета Тюкалинского района Омского округа Сибирского края.

## Население
| 1926 | 2010 |
| ---- | ---- |
| 572  | ↘77  |

## Улицы
- ул. Заозёрная,
- ул. Новая,
- ул. Северная.